# Laître-sous-Amance
Laître-sous-Amance – miejscowość i gmina we Francji, w regionie Grand Est, w departamencie Meurthe i Mozela.
Według danych na rok 1990 gminę zamieszkiwało 370 osób, a gęstość zaludnienia wynosiła 72 osób/km² (wśród 2335 gmin Lotaryngii Laître-sous-Amance plasuje się na 687. miejscu pod względem liczby ludności, natomiast pod względem powierzchni na miejscu 998.).

## Populacja

Populacja Laître-sous-Amance w latach 1962–2008